# Clyde Tingley

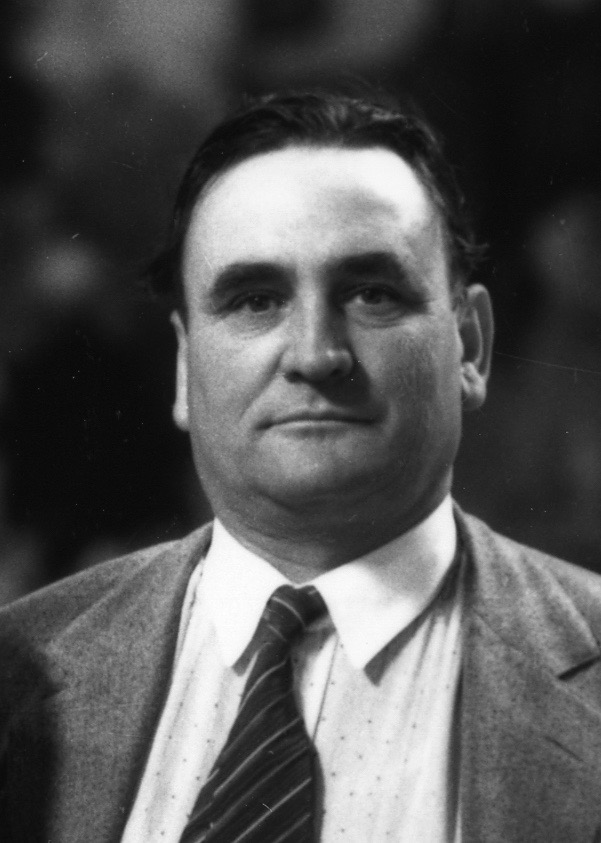
Clyde Tingley (1940)

Clyde K. Tingley (* 5. Januar 1882 in London, Ohio; † 25. Dezember 1960 in Albuquerque, New Mexico) war ein US-amerikanischer Politiker und von 1935 bis 1939 der elfte Gouverneur des Bundesstaates New Mexico.

## Frühe Jahre und politischer Aufstieg
Clyde Tingley besuchte die örtlichen Schulen seiner Heimat in Ohio. Nach der Schulzeit arbeitete er dort als Farmer. Aufgrund einer Tuberkuloseerkrankung seiner Frau beschloss die Familie im Jahr 1910, wegen des besseren Klimas nach New Mexico umzuziehen.
Tingley erlebte dort das Ende des New-Mexico-Territoriums und die Entstehung des neuen Bundesstaates New Mexico. Er begann sich für Politik zu interessieren und trat der Demokratischen Partei bei. Zwischen 1912 und 1920 saß er im Stadtrat von Albuquerque. 1925 und 1926 war er Leiter der Autobahnmeisterei (Superintendent of the State Highway Department) im Bezirk von Albuquerque. In den Jahren 1928, 1932 und 1936 war er Delegierter zu den Democratic National Conventions. Aufgrund der Erkrankung seiner Frau entwickelte er ein besonderes Interesse am Gesundheitswesen und der Krankenbetreuung. Dabei lagen ihm besonders die Kinder am Herzen. Im Jahr 1934 wurde Tingley von seiner Partei für die Gouverneurswahlen dieses Jahres aufgestellt. Nachdem er am 6. November 1934 mit 52:48 Prozent der Stimmen gegen den Republikaner Jaffa Miller gewählt worden war, konnte er sein neues Amt am 1. Januar 1935 antreten.

## Gouverneur von New Mexico
Nach seiner Wiederwahl im Jahr 1936 konnte er bis zum 1. Januar 1939 im Amt bleiben. In seiner Amtszeit wurden einige neue Krankenhäuser errichtet, eines davon ausschließlich für an Tuberkulose erkrankte Kinder. Damals wurde die Landespolizei von New Mexico offiziell gegründet. Im Südosten des Landes wurde Öl entdeckt und mit der Erschließung der Ölfelder begonnen. Die Autobahn zwischen Santa Fe und Mexiko-Stadt wurde wiedereröffnet, und eine Behörde zur Überwindung der Folgen der Wirtschaftskrise wurde ins Leben gerufen (New Mexico relief and security Authority). Das Land profitierte außerdem von der New-Deal-Politik der Bundesregierung unter Präsident Franklin D. Roosevelt. Aber genau in dieser Frage war die Demokratische Partei in New Mexico gespalten. Ein Flügel unterstützte die Politik des Präsidenten und ein anderer stand dazu in Opposition.
Zwischen 1940 und 1953 war er Vorsitzender des Exekutivrates der Stadt Albuquerque, was gleichbedeutend mit dem Amt des Bürgermeisters war. Clyde Tingley starb am Weihnachtstag des Jahres 1960. Er war mit Carrie Wooster verheiratet.